# Wii Party U
Wii Party U is een partyspel dat in 2013 werd ontwikkeld door NDcube en uitgegeven door Nintendo voor de Wii U. Het spel werd aangekondigd in een Nintendo Direct van januari 2013 en later uitgebreid besproken op de E3 2013 en in de Nintendo Direct van oktober 2013. Het is een vervolg op het Wii-spel Wii Party uit 2010.

## Gameplay
Er zijn vier verschillende categorieën waaruit spelers kunnen kiezen. Deze zijn TV-party, Thuisparty, GamePad-Party en Minigames.
In TV-Party nemen één tot vier spelers het tegen elkaar op. Behalve GamePad-eiland kunnen deze games gespeeld worden met of zonder de GamePad. Deze bordspelachtige games zijn te vergelijken met die in Mario Party. Aan het begin van elke ronde wordt een minigame gespeeld om de volgorde te bepalen. 
| Nederlands naam  | Engelse naam     | aantal spelers |
| ---------------- | ---------------- | -------------- |
| Dobbelmarathon   | Highway Rollers  | 1 - 4          |
| GamePad-eiland   | GamePad Island   | 2 - 4          |
| Mii-modeshow     | Mii Fasion Plaza | 1 - 4          |
| Knikkerlawine    | The Balldozer    | 1 - 4          |
| Vijf Op Het veld | Team Building    | 1 - 4          |

Voor Thuisparty zijn zowel de Wii U GamePad als Wii-afstandsbedieningen nodig.
| Nederlands naam  | Engelse naam          | aantal spelers |
| ---------------- | --------------------- | -------------- |
| Raad Die Tronie  | Name That Face        | 3 - 4          |
| Krabbelkampioen  | Sketchy Situation     | 3 - 4          |
| Knoppenkronkels  | Button Smashers       | 2 - 4          |
| Speurneuzenpark  | Lost-And-Found Square | 3 - 4          |
| Ken Je Kameraden | Do You Know Mii?      | 3 - 4          |
| Waterdragers     | Water Runners         | 2 - 4          |
| Volksdansfeest   | Dance With Mii        | 2 - 4          |
| Fastfoodfestijn  | Feed Mii!             | 2 - 4          |

In GamePad-Party kunnen maximaal twee spelers het tegen elkaar opnemen of samenwerken om te winnen. Dit zijn korte minigames die alleen op de GamePad gespeeld worden. Puzzelpartners en Dierbare Herinneringen zijn alleen voor twee spelers.
| Nederlands naam               | Engelse naam      |
| ----------------------------- | ----------------- |
| Tafelvoetbal                  | Tabletop Foosball |
| Tafelhonkbal                  | Tabletop Baseball |
| Knikkercircuit                | Tabletop Gauntlet |
| Hoofd, Schouders, Mii en Teen | Mii-in-a-Row      |
| Puzzelpartners                | Puzzle Blockade   |
| Dierbare Herinneringen        | Animal Matchup    |

Daarnaast is er in deze categorie ook nog een aantal GamePad-games die onder 'losse games' staan:
- Extreem Sjoelen
- Krasplein
- Razendsnelle Racers
- Vliegensvlug
- Sumostrijd
- Curlingcompetitie
- Miimeppen
- Stalen Zenuwen

De laatste categorie zijn Minigames. Hierin zitten losse games alsook enkele uitdagingen.
| Nederlandse naam   | Engelse naam            | aantal spelers | opmerking                      |
| ------------------ | ----------------------- | -------------- | ------------------------------ |
| Kruisblokkenpuzzel | Demolition Row          | 1 - 2          | uitdaging                      |
| Ballonnenbeukers   | Balloon Boppers         | 1              | uitdaging                      |
| Knopsport          | Snap Judgment           | 1              | uitdaging                      |
| Appelravage        | Apple Scramble          | 1              | uitdaging                      |
| Voor Het Blok      | Big-Bang Blasters       | 1 - 4          | uitdaging                      |
| Bruggenbouwers     | Bridge Burners          | 2              |                                |
| Karatekampioen     | Dojo Domination         | 1              |                                |
| Toernooi           | Battle of the Minigames | 1 - 4          | enkel met wii-afstandbediening |
| Tafeltoernooi      | Tabletop Tournament     | 1 - 2          | enkel met GamePad              |

## Ontvangst
| Recensiescore       | Recensiescore |
| Recensieverzamelaar | Score         |
| ------------------- | ------------- |
| GameRankings        | 65%           |
| Metacritic          | 65/100        |
| Publicist           | Score         |
| Destructoid         | 7/10          |
| Eurogamer           | 7/10          |
| GameSpot            | 5/10          |
| GamesRadar+         | 3,5/5         |
| IGN                 | 7,5/10        |
| Joystiq             | 2/5           |
| Nintendo Life       | 8/10          |

Wii Party U kreeg gemengde recensies van critici, met een gemiddelde Metacritic-score van 65/100. Volgens Edge heeft Wii Party U 'geen ritme, en je zult pas beseffen hoe cruciaal dat is voor een partygame wanneer het ontbreekt'. Edge stelt ook dat een van de problemen van het spel de 'overvloed aan games' is en dat 'er minstens zoveel tijd wordt besteed aan uitleggen als aan daadwerkelijk plezier beleven'. In tegenstelling tot Edge prijst Nintendo World Report het spel en noemt het 'een prima partygame die in de smaak valt bij het publiek' en 'meer biedt dan de Wii Party uit 2010'.

### Verkoop
In Japan werd het spel zeer goed ontvangen: in de eerste week werden er al meer dan 70.000 fysieke exemplaren verkocht, wat de verkoopcijfers van de Wii U-console deed stijgen naar 38.000 verkochte eenheden. Tijdens de feestdagen lagen de verkopen van het spel aanzienlijk hoger, en stond het regelmatig bovenaan de Japanse hitlijsten. Op 31 december 2013 waren er alleen al in Japan meer dan 518.000 exemplaren verkocht, waarmee het spel op nummer 10 in de Japanse jaarlijst belandde.
Op 30 september 2015 waren er wereldwijd 1,58 miljoen exemplaren verkocht.

## Varia
- Het spel is in het Japans bekend als Wiiパーティ U (Wī Pāti Yū).